# Aeroporto Internacional de Buenos Aires-Ezeiza
O Aeroporto Internacional Ministro Pistarini (IATA: EZE, ICAO: SAEZ), mais comumente conhecido por Aeroporto Internacional de Ezeiza é o maior aeroporto internacional da Argentina. É considerado um dos aeroportos mais modernos da América Latina e do hemisfério sul. Dado o número de companhias aéreas internacionais que operam lá, países e destinos servidos, bem como número de voos oferecidos, é visto como um líder em material de aeroporto no mundo. Foi classificado como o melhor aeroporto na região. Por outro lado é a base de operações internacionalmente Aerolineas Argentinas, e um dos principais centros da aliança SkyTeam no mundo. Situa-se na cidade de Ezeiza, próximo aos bosques de Ezeiza, e a 32 quilômetros da capital argentina.
O Aeroporto Internacional de Ezeiza é servido por mais de 50 linhas aéreas argentinas e internacionais. Dado o tamanho da Argentina, a viagem aérea é a melhor forma de atravessar grandes distâncias com rapidez não apenas para destinos internacionais, mas também entre as principais cidades e regiões argentinas. Opera com três terminais: O Terminal Internacional, o Terminal das Aerolíneas Argentinas e o Terminal Nacional. Em 2012 seu movimento de passageiros foi de 8,9 milhões passageiros.
As Aerolíneas Argentinas tem seu próprio terminal com 24 balcões de check-in. Passageiros com conexão de voos internacionais das Aerolíneas Argentinas com voos domésticos com saída do Aeroporto Jorge Newbery (localizado próximo ao centro de Buenos Aires) contam com serviço de transferência complementar do Aeroparque.

## História
O projeto do aeroporto foi proposto pelo general Juan Pistarini durante seu mandato de ministro das obras públicas. O traçado do aeroporto foi aprovado em dezembro de 1935 ficando pendente apenas a escolha do terreno para a construção. Após algumas pesquisas meteorológicas e geológicas a atual localização foi escolhida por significar na época uma economia de milhões de pesos devido ao tipo do solo. Sua construção começou em dezembro de 1945 e o aeroporto foi inaugurado quatro anos depois, em 30 de abril de1949 pelo então presidente Juan Domingo Perón como o maior aeroporto do mundo. Hoje concentra 85% do tráfego internacional da Argentina, sendo o Hub internacional da capital argentina enquanto o Aeroparque Jorge Newbery na parte central concentra os voos nacionais. Quando inaugurado possui 3 pistas de 3 300 x 80 m, 2 900 x 70 m e 2 200 x 30 m respectivamente que se cruzavam formando um triangulo equilátero. Esse tipo de traçado é altamente antiquado e ineficaz já que não permite pousos e decolagens simultâneas como em pistas paralelas. Em setembro de 1998 a administração do aeroporto foi concedida a empresa Aeropuertos Argentina 2000 no que foi considerado um marco da privatização dos serviços públicos argentinos. Na 12.ª edição do World Travel Awards (2005) em Londres, o Aeroporto Internacional Ministro Pistarini foi escolhido como o melhor aeroporto da América do Sul.

## Taxas
A taxa de embarque para passageiros de voos internacionais é de 41,50 (dólares), enquanto a taxa de embarque doméstico é de $15,50 + IVA [pesos Argentinos] (Ref: 11/09/10 https://web.archive.org/web/20101125122111/http://www.orsna.gov.ar/usuarios/tasas.asp ). Para os países limítrofes com distância de voo menor que 300 Km, como o Uruguai, a taxa de embarque é de 21,40 dólares. Em adição ao serviço de Ezeiza, há também voos domésticos e internacionais para o Uruguai a partir do Aeroparque Jorge Newbery, que fica ao norte de Buenos Aires, próximo ao Rio da Prata.

## Projetos e obras

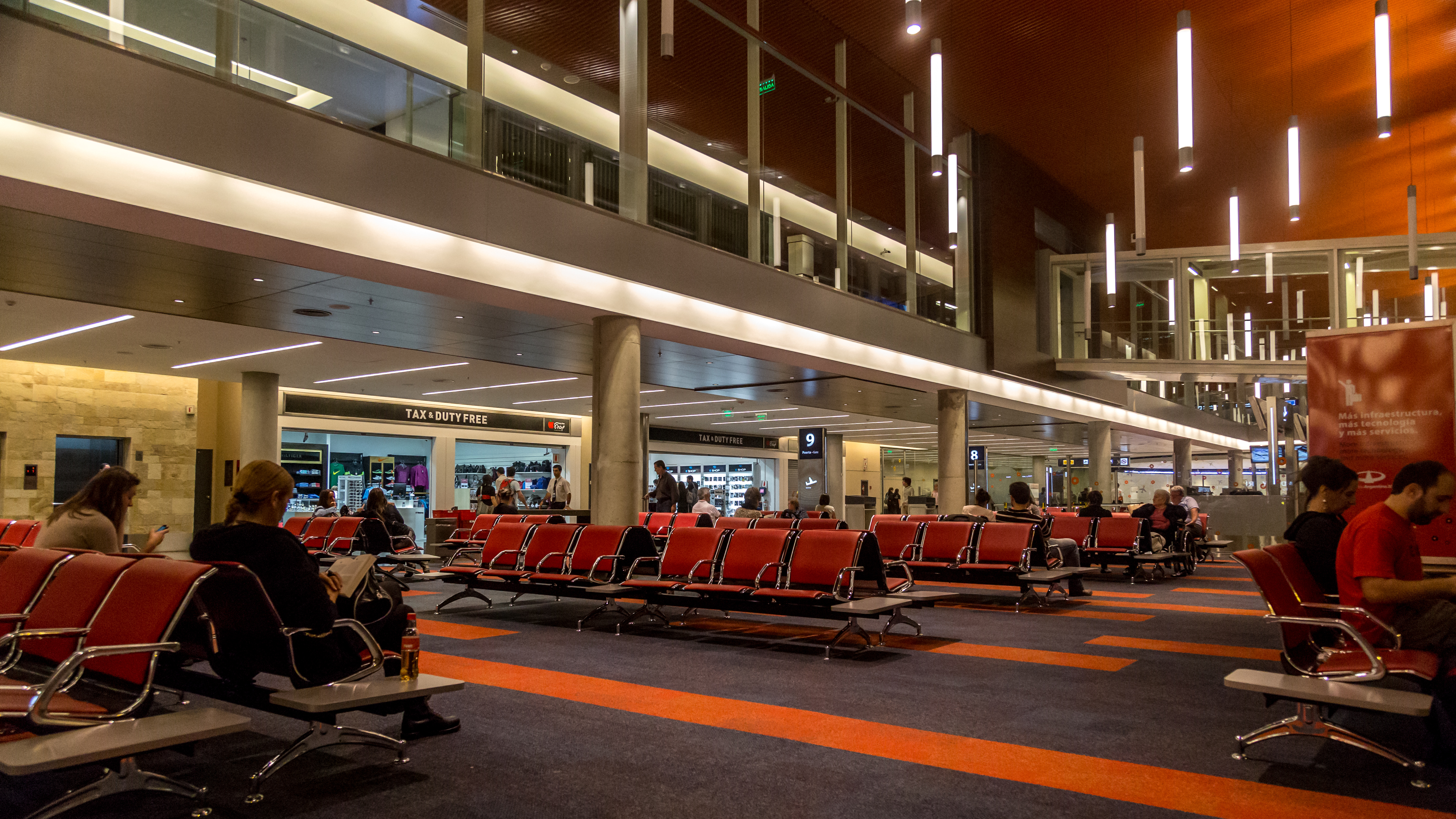
Vista do interior do principal terminal de embarque de passageiros.

Em novembro de 2007 a Aeropuertos Argentina 2000 lançou um plano de investimentos no valor de 400 Milhões de dólares para a ampliação do Aeroporto Internacional de Ezeiza, um novo terminal de passageiros de 10 Hectares, um nova torre de controle, plataformas para embarque e ampliação do estacionamento. As obras mais importantes foram inauguradas em 2010 nas comemorações do bicentenário da Revolução de Maio.
Em 2012, depois de 17 meses de trabalho, foi construída a nova "Terminal B" conta, agora, com 42 300 m2 de plataforma de cinco pontes de embarque, 28 795 m² de terminal cobertos, 720 m² para serviços comerciais, 20 check-mensagens em 34 e imigração. Além disso, acrescentaram 5 391 m² de pré-embarque internacional, 2 290m2 no saguão de desembarque. As obras aumentaram a capacidade do aeroporto para atender 13 milhões de passageiros por ano.

## Terminais
O Aeroporto Internacional de Ezeiza conta com três terminais (A, B e C).